# Albert Maratowitsch Sagidullin
Albert Maratowitsch Sagidullin (russisch Алберт Маратович Загидуллин; * 14. September 1989 in Tjumen, Russische SFSR) ist ein russischer Eishockeyspieler mit rumänischer Staatsbürgerschaft, der seit Dezember 2019 beim ASC Corona 2010 Brașov in der Ersten Liga und der rumänischen Liga unter Vertrag steht.

## Karriere
Albert Sagidullin begann seine Karriere als Eishockeyspieler bei Gasowik Tjumen, für dessen Profimannschaft er in der Saison 2005/06 sein Debüt in der Perwaja Liga, der dritten russischen Spielklasse, gab. Nachdem er 2009/10 beim Ligakonkurrenten Metallurg Mednogorsk gespielt hatte, verbrachte er die Folgesaison bei Olimpija Kirowo-Tschepezk in der Molodjoschnaja Chokkeinaja Liga. Von 2011 bis 2018 spielte er für verschiedene Vereine der Wysschaja Hockey-Liga, der zweiten russischen Spielklasse.
2018 wechselte er nach Rumänien und schloss sich dem CSM Dunărea Galați an. Nachdem er die Spielzeit 2019/20 beim Gyergyói HK aus der Ersten Liga begonnen hatte, wechselte er bereits im Dezember 2019 zum ASC Corona 2010 Brașov, für den er seither spielt. 2021 wurde er mit den Kronstädtern Rumänischer Meister und Pokalsieger. Auch 2023 und 2024 gewann er mit dem Klub den Meistertitel und 2024 zusätzlich die Erste Liga.

### International
Erstmals spielte Sagidullin im Mai 2021 beim Beat Covid-19 Ice Hockey Tournament, das der slowenische Verband als Ersatz für die ausgefallene Weltmeisterschaft der Division I mit sechs Nationalmannschaften veranstaltete, für Rumänien. Bei den Weltmeisterschaften 2022, 2024 und 2025 spielte er in der Division I. Zudem spielte er mit den Rumänen bei der Qualifikation für die Olympischen Winterspiele in Mailand 2026.

## Erfolge und Auszeichnungen
- 2021 Rumänischer Meister und Pokalsieger mit dem ASC Corona 2010 Brașov
- 2023 Rumänischer Meister mit dem ASC Corona 2010 Brașov
- 2024 Gewinn der Ersten Liga mit dem ASC Corona 2010 Brașov
- 2024 Rumänischer Meister mit dem ASC Corona 2010 Brașov